# Joseph Hewes
Joseph Hewes (23. ledna 1730, Princeton, New Jersey – 10. listopadu 1779, Filadelfie, Pensylvánie) byl americký politik, obchodník a významný kongresman. Spolu s Williamem Hooperem a Johnem Pennem je jedním z nejslavnějších signatářů Deklarace nezávislosti v Severní Karolíně.

## Životopis
Rodiče Josepha Hewese byli členy kvakerské společnosti Society of Friends (Společnosti přátel). Jeho matka byla už třetí generací obyvatel New Jersey, on tedy byl už čtvrtý z generace rodiny Hewesů žijících v New Jersey. Studoval na univerzitě v Princetonu, ale není znám žádný dokument o jeho dokončení školy. Nastoupil dráhu obchodníka a stal se velmi úspěšným. Ve třiceti letech se přestěhoval do Edentonu v Severní Karolíně a svým šarmem a čestným jednáním při obchodování si získal respekt celé komunity. V roce 1763 byl zvolen do zákonodárného sboru Severní Karolíny (North Carolina legislature). Tohoto úspěchu dosáhl po pouhých třech letech po přistěhování do Severní Karolíny. Do úřadu byl volen opakovaně, jeho plán byl ale ambicioznější, mínil se stát kontinentálním kongresmanem.

### Kongresman
V roce 1773 většina obyvatel Severní Karolíny souhlasila s vyhlášením nezávislosti na Spojeném království. Hewes byl zvolen zástupcem Severní Karolíny na kontinentálním kongresu v roce 1774. Obyvatelé Severní Karolíny mu věřili pro zapálení v boji za americkou nezávislost, s jakým apelovalna obyvatele i jiných kolonií. Nicméně zpočátku Hewes nebyl pro nezávislost, ale přijal tuto myšlenku po naléhání svých voličů v Severní Karolíně. John Adams později psal o jeho boji za prosazení podpisu prohlášení o nezávislosti na kontinentálním kongresu. Píše: „Mnoho dní většina práce závisela na panu Hewesovi ze Severní Karolíny. Jednoho dne Hewes předčítal dokumenty ze všech kolonií, které dokazovaly, že veřejné mínění bylo pro nezávislost. Hewes, který do té doby hlasoval proti podpisu, se náhle postavil, zvedl obě ruce k nebi, jako by byl v transu a zvolal: „Je to hotovo a já se tím budu řídit.“ Dal bych víc za dokonalý obraz zděšení a hrůzy, který se objevil na tvářích bývalé většiny v tomto kritickém okamžiku, než za nejlepší Raffaelův obraz. Problém se vyřešil okamžitým návrhem na odročení.“ Přesto že američtí kolonisté chtěli nezávislost, Hewes považoval za obtížné uplatnit tento názor v Kongresu bez výsměchu či zloby některých kongresmanů. I v roce před revolucí se více než dvě třetiny kontinentálního kongresu stále domnívaly, že vazby mezi králem Jiřím III. a koloniemi mohou zůstat nedotčeny. Hewes na Kongresu málokdy domluvil, protože ho obvykle přerušili ti, kteří s ním nesouhlasili. Přesto byl aktivně zapojen do mnoha výborů, z nichž většina revoluci doporučovala.
Jedním takovým výborem byl Committee of Correspondence (Výbor pro korespondenci), který obhajoval myšlenky podporující nezávislost. Jedna z myšlenek, kterou Hewes přispěl do tohoto výboru, bylo následující prohlášení: „Uveďte obecně práva kolonií, a několik případů, kdy jsou tato práva porušována nebo přestupována a navrhněte nejlepší cestu k dosažení nápravy.“
Kvakeři byli tradičně pacifisté. Je ironií, že Hewes nebyl jen jedním z mála lidí souhlasících s válkou proti Británii, ale byl jedním z mála Kvakerů v Kongresu. Kvakeři nejen oponovali válce, ale byli i silně proti výborům, které válku podporovaly. Přes zjevný odklon Josepha Hewese od kvakerských principů, měl i nadále vřelý vztah se svou rodinou a navštěvoval svou matku. Neexistuje žádný záznam o tom, že by se Joseph Hewes kdy vzdal svého členství ve společnosti Society of Friends, neexistují žádné důkazy o tom, že by byl odmítnut na jakémkoli měsíčním zasedání společnosti. Po své smrti zanechal odkaz nejen své rodině ale i několika kvakerským institucím.

### Tajemník námořnictva
Na začátku roku 1776 byl Hewes jmenován novým tajemníkem Výboru pro námořní záležitosti (Naval Affairs Committee). John Adams prohlásill, že Hewes „položil základní kámen amerického námořnictva“. Spolu s generálem Georgem Washingtonem se Hewes stal jedním z těch, kdo pomohli dosáhnout největších vojenských úspěchů v americké historii. Byl také zapojen do tajné komise podporující nezávislost kolonií. Byl jedním z politiků, kteří se zasloužili o to, že Severní Karolína souhlasila s nezávislostí dříve než ostatní kolonie. Hewes zpočátku čelil potížím se špatně vybaveným americkým námořnictvem bojujícím proti námořnictvu britskému. Aby to napravil, poskytl svou vlastní rozsáhlou flotilu lodí, vybavil je a vybral ty nejschopnější muže jako kapitány. Hewes ve výboru pracoval až do roku 1779.

## Konec života
Poté, co Hewes podepsal Deklaraci nezávislosti, jeho špatné zdraví ho donutilo vrátit se domů do New Jersey. Kandidoval na znovuzvolení do Kongresu, ale nepodařilo se mu vyhrát. V roce 1779 pracoval několik měsíců v Kongresu. Těsně před padesátými narozeninami, dne 10. listopadu 1779, Joseph Hewes zemřel. Následující den celý kontinentální kongres přijel na jeho pohřeb a truchlil nad velkou ztrátou, kterou země utrpěla.
Soupis jeho majetku z roku 1779 podepsaný Hewesem a účet z prodeje jeho nemovitostí z roku 1780 naznačují, že vlastnil otroky. Hewes si v posledních letech svého života psal deník. Před svou smrtí si zapsal, že je smutným a osamělým mužem a že nikdy nechtěl zůstat starým mládencem. Dívka, kterou miloval, zemřela několik dní před jejich svatbou a on už se nikdy neoženil a nemá žádné potomky, kteří by zdědili jeho peníze a majetek.
Hewes byl členem Unanimity Lodge No. 7 a byl pohřben s zednářskými poctami. Je pohřben v Christ Church Burial Ground ve Filadelfii v Pensylvánii.